# NGC 2759
NGC 2759 je galaksija u zviježđu Risu.

## Vanjske poveznice
- SEDS: NGC 2759